# Zwierzyn (województwo lubuskie)
Zwierzyn (niem. Neu Mecklenburg) – wieś w Polsce położona w województwie lubuskim, w powiecie strzelecko-drezdeneckim, siedziba gminy Zwierzyn.

## Historia

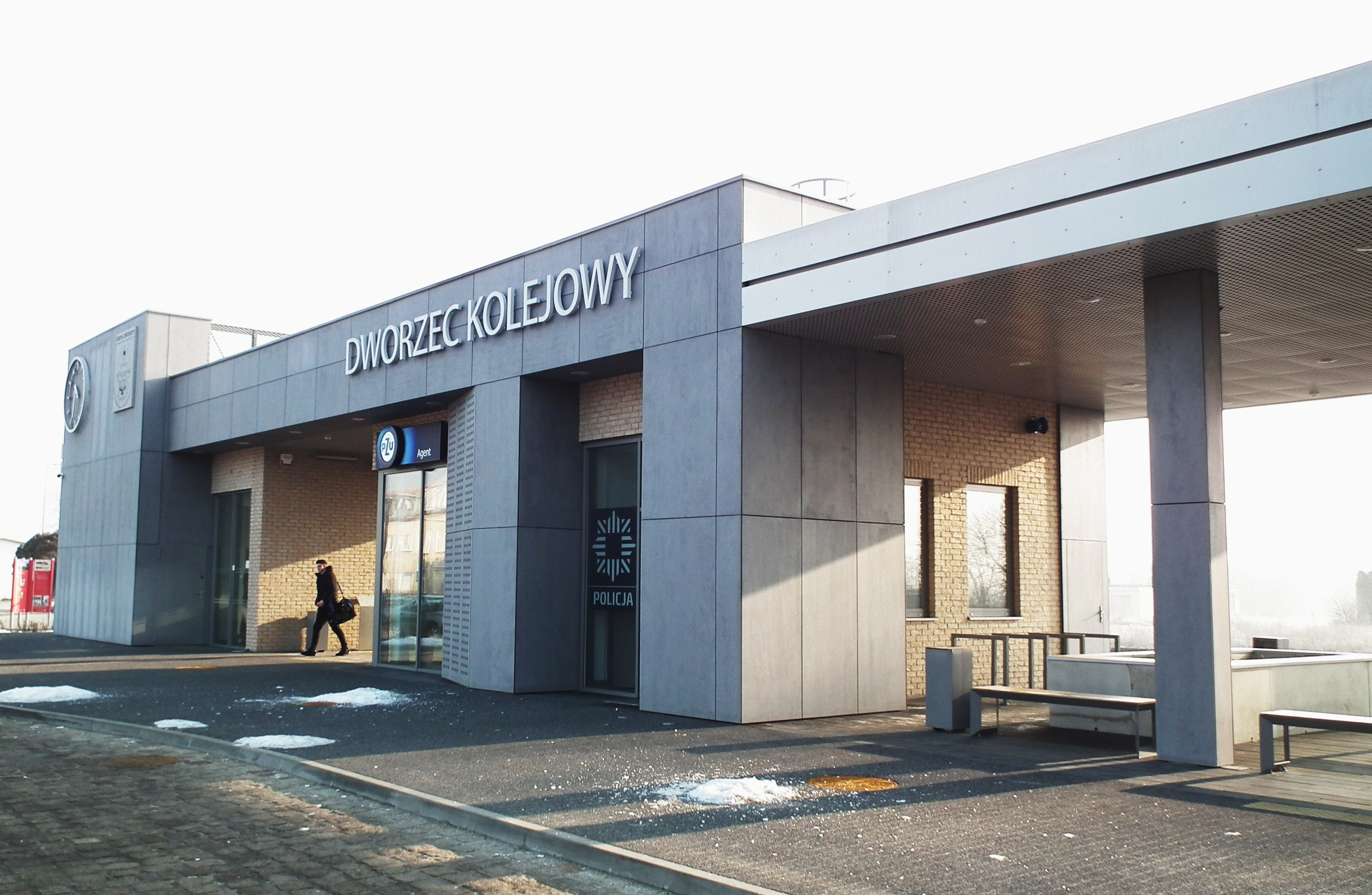
Dworzec

Wieś (czterdzieści domów) założono w 1756. W 1766 powstał młyn wodny zbudowany przez polskiego budowniczego Jana Marcina Müllera. Stał on nad Młyńskim Potokiem. Kościół (obecnie pod wezwaniem św. Jana Chrzciciela) wzniesiono w 1767 (technika ryglowa, potem kilkakrotnie przebudowywany). W 1773 we wsi noc spędził król pruski Fryderyk II Wielki. W 1857 powstała linia kolejowa (tzw. Ostbahn) i centrum wsi stopniowo przeniosło się z rejonu kościoła w rejon stacji kolejowej Strzelce Krajeńskie Wschód. W 1937 wybudowano we wsi i okolicach czternaście schronów żelbetowych (element Wału Pomorskiego).
Podczas II wojny światowej Niemcy zamordowali we wsi polskiego robotnika przymusowego z Koninka – Jana Marcinkowskiego. 29 stycznia 1945 zostali oni wyparci ze Zwierzyna, a wieś została potem zasiedlona przede wszystkim przez osadników wojskowych pełniąc rolę przedmieścia Strzelec Krajeńskich, z którymi posiadała dawniej połączenie kolejowe. W czasach PRL we wsi działały: młyn, tartak, żwirownia, spółdzielnia GS, Zakład Usług Mechanizacyjnych oraz Usług Remontowo-Budowlanych, a także Spółdzielnia Kółek Rolniczych.
W latach 1975–1998 miejscowość należała administracyjnie do województwa gorzowskiego.

## Sport
Działa tu piłkarski Klub Sportowy „Pionier” Zwierzyn, który został założony w 1945 i występuje w gorzowskiej klasie okręgowej.
W Zwierzynie urodził się Zenon Plech – były znakomity żużlowiec a potem trener żużlowy.

## Zabytki
Do wojewódzkiego rejestru zabytków wpisany jest:
- kościół ewangelicki, obecnie rzymskokatolicki filialny pod wezwaniem św. Jana Chrzciciela, dawniej z muru pruskiego, obecnie murowany, z 1767 roku, XX wieku.